# Darie Nemeș Bota
Darie Nemeș Bota (n. 10 decembrie 1985) este un compozitor român de muzică contemporană.